# Луиджи Адемоло
Луиджи Адемоло (на италиански: Luigi Ademollo) е италиански художник.

## Биография
Роден е в Милано, учи в Академията за изящни изкуства „Брера“, където негови учители са Джулио Трабалези, Джокондо Албертоли и Джузепе Пиермарини. През 1783 г. напуска Милано, пътува и работи в Рим и Флоренция. През 1792 г. в Рим сключва брак с Маргерита Чимбали Ферара, от която имат няколко деца.
Адемоло отначало рисува фрески със сцени от Стария и Новия завет. През 1789 г. е назначен за професор в Академията за изящни изкуства във Флоренция. Рисува в театрите, включително и украсата на театралните завеси; участва в изписването на Кралския параклис в най-големия от съществуващите днес флорентински дворци, Палацо Пити, както и на стенописите на църквите Сантисима Анунциата и Сант Амброджо.
Луиджи Аделомо почива във Флоренция през 1849 г.
Неговият син Агостино Адемоло (1799 – 1841) е автор на романси, сред които „Мариета ди Ричи“. Племенникът му Карло Адемоло също е художник, специализиран в историческата и баталната живопис.